# Бизнес-джет

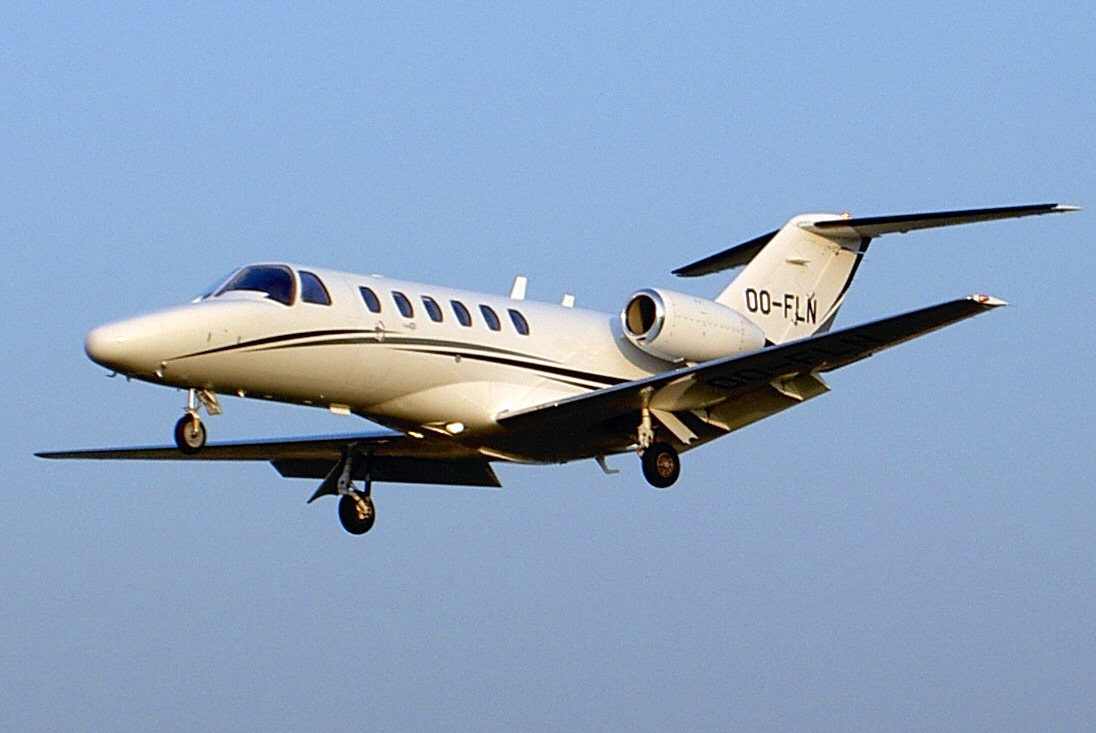
Было построено более 2000 самолётов Cessna CitationJet, что делает их самой популярной линейкой бизнес-джетов

Бизнес-джет (англ. Business jet, устар. административный самолёт) — вид реактивного самолёта, предназначенный для перевозки небольших групп людей и других целей.
Бизнес-джеты могут быть приспособлены и для других целей, например, для эвакуации пострадавших или экспресс-доставки посылок, а некоторые используются государственными органами, правительственными чиновниками или вооружёнными силами.

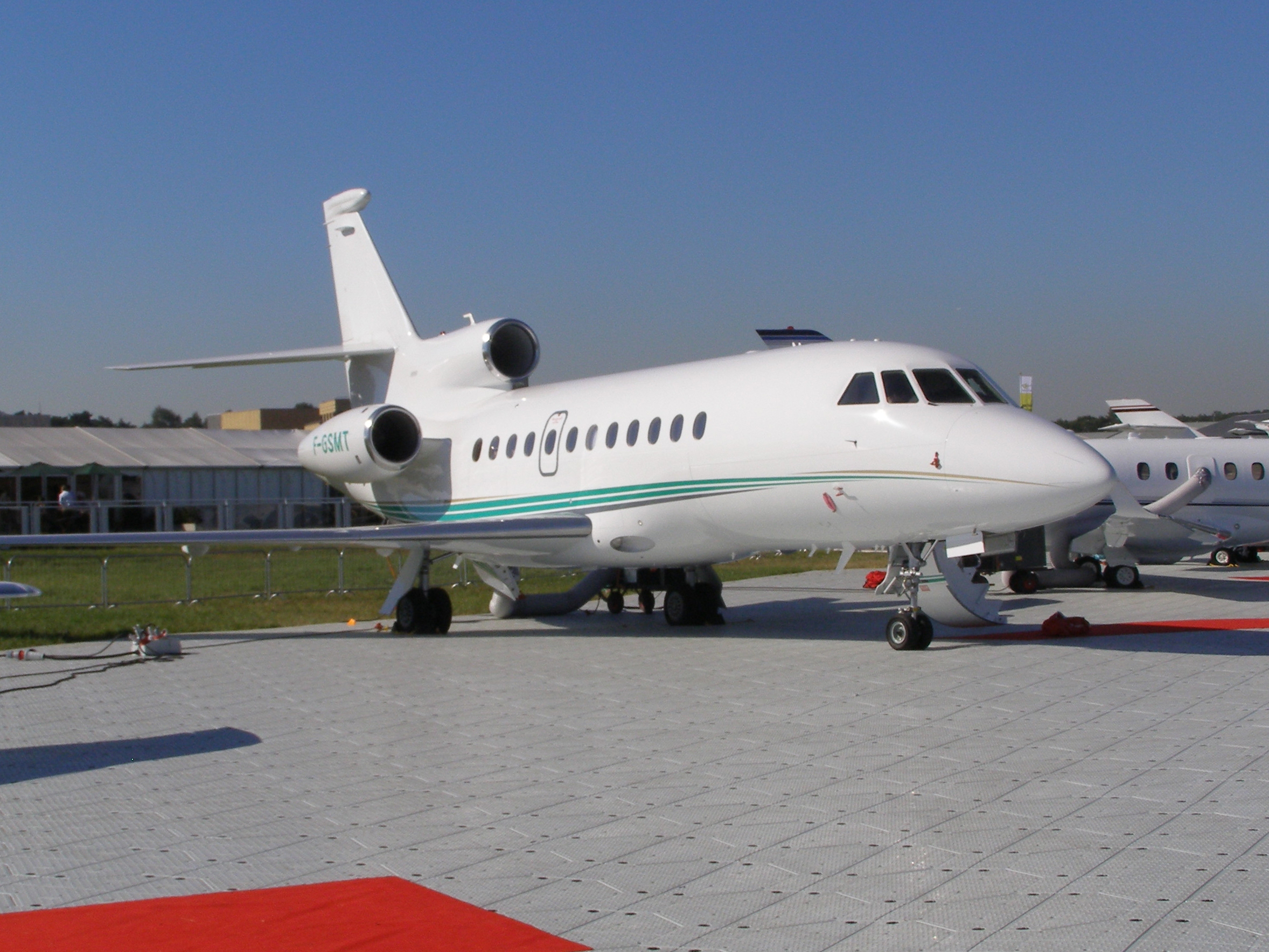
Бизнес-джет Dassault Falcon 900

Это вид самолёта, который используется не для коммерческих перевозок пассажиров и грузов, а для полётов ограниченного круга пассажиров по любым маршрутам без официального расписания. Он может использоваться частными лицами для личных перелётов, компаниями или иными учреждениями для перевозки их сотрудников и партнёров.
Термин «административный самолёт» появился в СССР, когда самолёты таким образом использовали исключительно государственные учреждения. Современный термин «бизнес-джет» достаточно распространён, однако слово «джет» (jet) подразумевает только реактивные двигатели, а в качестве административного самолёта могут использоваться машины с турбовинтовыми или поршневыми (например Cessna) двигателями.
Существуют модели самолётов, специально разработанные для использования в качестве частных или административных, но для этих целей может применяться любой пассажирский самолёт, например, модификация Boeing 737 Boeing Business Jet или модификация Airbus A319 Airbus Corporate Jetliner. К административным самолётам относятся и самолёты глав государств, такие как VC-25, специальная модификация Boeing 747, предназначенная для перевозки президента США, или Ил-96-300ПУ, который используется президентом России.
По состоянию на 31 марта 2019 года в мировом авиационном парке насчитывается 22 125 единиц бизнес-джетов, а на долю двадцати ведущих государств приходится 89 % всего парка.

## История

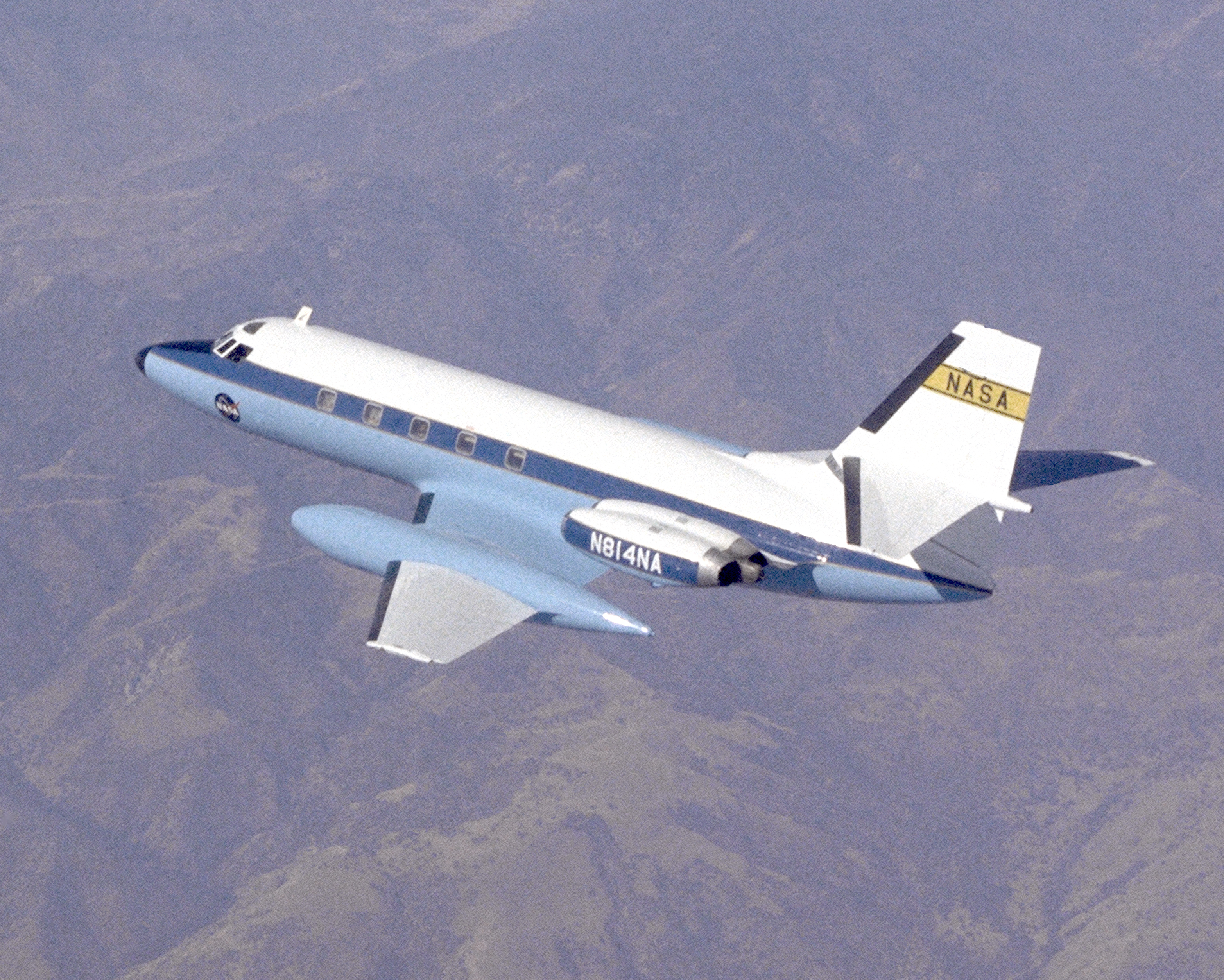
Lockheed JetStar — первый реактивный административный самолёт (бизнес-джет)

Корпоративные или частные самолёты создавали с самого их появления на базе обычных пассажирских лайнеров или транспортных самолётов оборудовав салон, а иногда и обходясь стандартным. Административные самолёты стали выделяться в отдельный класс примерно в конце 1950-х годов. Например, в 1958 году был создан двухмоторый Grumman Gulfstream I, чьим основным предназначением была перевозка руководящих сотрудников крупных компаний.
Отличия административных самолётов от прочих пассажирских самолётов сформировались с появлением реактивных моделей. Для выполнения рентабельных коммерческих пассажирских и грузовых перевозок авиакомпаниям нужны были лайнеры с максимальной возможной пассажировместимостью, в то время как для частных и деловых полётов была важна крейсерская скорость, а количество пассажиров в таких полётах было сравнительно небольшим.
Первым бизнес-джетом считается Lockheed JetStar, совершивший свой первый полёт 4 сентября 1957 года. Он также остался уникальным примером четырёхдвигательного административного самолёта. С 1957 года по 1978 год было выпущено в общей сложности 204 таких самолёта с различными типами двигателей; с четырьмя турбореактивными Pratt & Whitney JT12 по 15 кН , затем турбореактивные Garrett TFE731 для 20 тонн максимальной взлётной массы, затем два турбореактивных General Electric CF700.
Затем, в начале 1960-х появились первые модели бизнес-джетов практически всех ныне действующих производителей: H.S.-125 британской Hawker Siddeley совершил свой первый полёт 13 августа 1963 года, прототип Falcon 20 французской Dassault полетел 4 мая 1963 года, Learjet-23 американского конструктора Уильяма Лира — 7 октября 1963 года.
Вскоре за ними последовал и Gulfstream — производившая военные самолёты компания Grumman на основе своей винтовой модели в 1950-х создала реактивный Gulfstream I, а затем и Gulfstream II (первый полёт 2 октября 1966 года).
Сегодня среди бизнес-джетов очень распространены самолёты серии Cessna Citation. Модель Citation X — быстрейший бизнес-джет из доступных на рынке. Рынок бизнес-джетов довольно обширен, — на нём появились сверхлёгкие модели типа HondaJet.

## Переоборудованные авиалайнеры

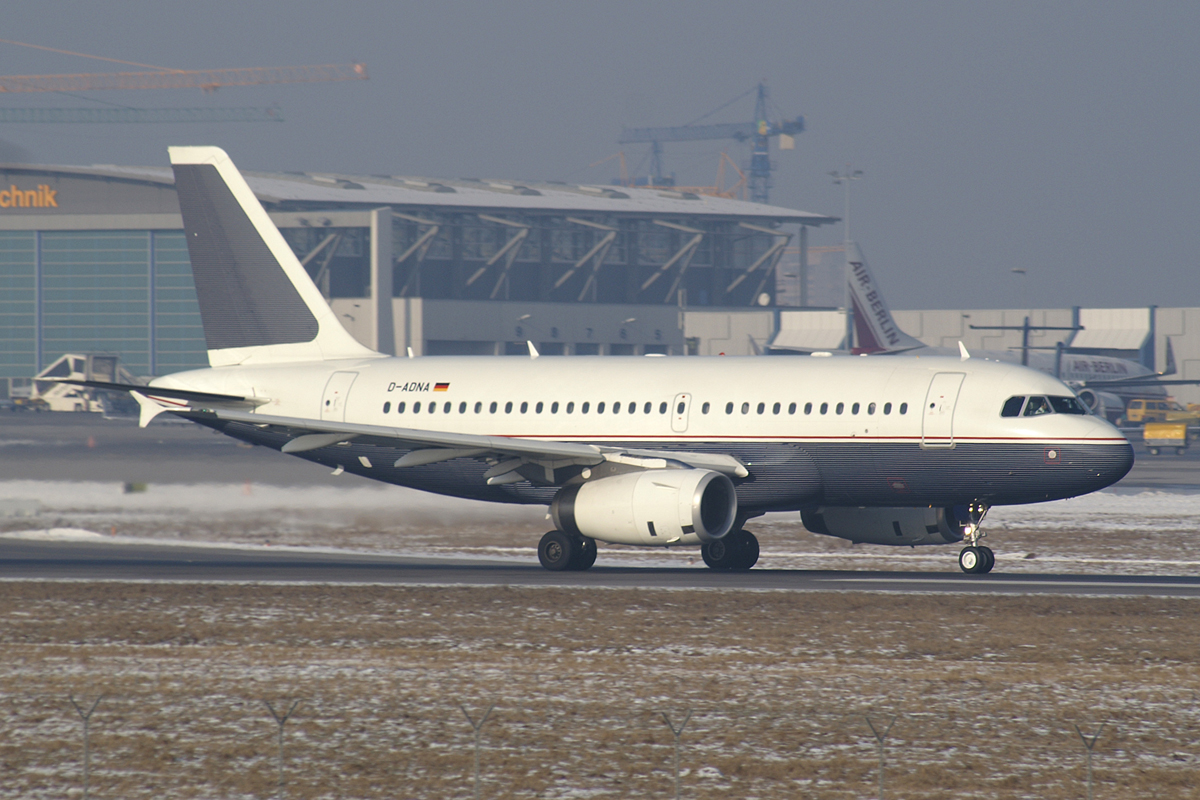
Бизнес-джет Airbus A319CJ

Многие государства используют для полётов первых лиц магистральные авиалайнеры со специальным оборудованием. В Советском Союзе почти каждая модель самолёта имела так называемую модификацию «салон», предназначенную для перевозок официальных лиц и их сопровождающих.
Большие и дорогие самолёты фирмы Gulfstream Aerospace или семейство Falcon от фирмы Dassault Aviation, а также самолёты семейств Challenger или Global фирмы Bombardier Aerospace — не самые крупные. Ещё в 1930-е годы переоборудованные авиалайнеры использовались как личные или корпоративные, — это достаточно часто практиковалось и в более позднее время. Например, Элвис Пресли использовал в качестве персонального самолёта СV-880, а компания Google приобрела Boeing 767.
Производители магистральных самолётов ответили на эту тенденцию созданием специальных версий авиалайнеров (в частности: Boeing Business Jet и Airbus Corporate Jetliner). Также «частные» версии предусматривают для многих новых моделей, включая самый большой в настоящее время серийный аэробус A380.

## Компоновка
В большинстве бизнес-джетов используются двигатели, установленные на задней части фюзеляжа, чтобы уменьшить интерференционное сопротивление и улучшить отвод выхлопных газов. Практические ограничения на расстояние от низшей точки конструкции этих небольших самолётов до земли побудили конструкторов избегать распространенной для реактивных лайнеров компоновки «низкоплан» с расположенными под крыльями двигателями на пилонах (в мотогондолах).

## Использование
Существуют различные способы обслуживания и использования бизнес-джета:
- собственный самолёт — предприниматель или фирма владеют лётным парком или самолётом, который пилотируется самостоятельно или наёмными пилотами;
- бизнес-чартер (англ. executive business charter) — пассажир или фирма фрахтует самолёт для чартерного рейса вместе с экипажем и обслуживающим персоналом;
- частичная собственность (англ. fractional ownership) — пассажир покупает контингент (часть) самолётного времени, таким образом он может в любое время воспользоваться самолётом.

## Преимущества
Высокая стоимость этого транспортного средства в идеальном случае компенсируется:
- выигрышем во времени из-за совершения прямых полётов и сокращённым временем ожидания;
- исключительностью — возможностью спокойного перемещения и работы на борту (ведения деловых переговоров);
- гибкостью, позволяющей индивидуальное планирование и оперативное изменение планов путешествия;
- независимостью от коммерческих авиаперевозчиков пассажиров.

К дополнительным преимуществам бизнес-джета относится способность взлетать и садиться в региональных аэропортах, что избавляет от потребности в множестве пересадок.
В парке представлен транспорт грузовой авиации, специальные медицинские самолёты и прочие виды техники.

Выбрать можно по таким критериям:
- количество посадочных мест;
- дальность перелёта (возможность преодоления расстояния без дозаправки);
- комфорт на борту;
- разделение на классы;
- необходимый объём грузового отсека.

## Экология
Исследование выбросов CO2 от частной авиации выявило её растущее влияние на изменение климата. В 2023 году прямые выбросы составили 15,6 мегатонны CO2, что эквивалентно 1,7 % — 1,8 % от выбросов коммерческой авиации, причём эта цифра не учитывает выбросы от руления, вспомогательных услуг и не-CO2 эффекты. Анализ данных ADS-B Exchange за 2019—2023 год показал ежегодный рост количества частных самолётов (6,45 %), пройденного расстояния (11,31 %) и выбросов (9,93 %), несмотря на спад в 2020 году. Прогнозируемые 8500 новых бизнес-джетов к 2033 году усугубят ситуацию. США, с 68,7 % мирового флота частных самолётов, лидируют по выбросам. Значительная часть полётов (18,9 %) — короткие перелёты (менее 200 км), часто заменяющие автомобильные поездки, что указывает на неэффективное использование ресурсов.